# タイガー・シュロフ
タイガー・シュロフ (ヒンディー語: टाइगर श्रॉफ、英語: Tiger Shroff、実名 − Jai Hemant Shroff, ジャイ・ヘマン・シュロフ 1990年3月2日 - ) は、インドの映画俳優。

## 経歴
ジャイ・ヘマンは、インドの映画俳優ジャッキー・シュロフと妻アイシャ（旧姓・ダット）の間に1990年3月2日に生まれた。 3歳年下の妹クリシュナ・シュロフがいる。

## 主な出演作品
- ヒーロー気取り Heropanti （2014年、デビュー作品）
- Baaghi （2016年）[8]
- フライング・ジャット （2016年）[9]
- ムンナー・マイケル Munna Michael （2017年）[10]
- スパイダーマン:ホームカミング（2017年、ヒンディー語吹き替え）
- タイガー・バレット（2018年）
- en:Student of the Year 2（2019年）
- WAR ウォー!!（2019年）